# کرافورد (جورجیا)
کراوفورد، جورجیا (به انگلیسی: Crawford, Georgia) یک شهر در ایالات متحده آمریکا با جمعیت ۸۰۷ نفر است که در جورجیا واقع شده‌است.

## موقعیت جغرافیایی
موقعیت جغرافیایی شهرها و مناطق اطراف به شرح زیر است: